# Christina Hoegen-Rohls
Christina Hoegen-Rohls (* 11. August 1959 in Heidelberg) ist eine evangelische Theologin und Hochschullehrerin.

## Leben
Hoegen-Rohls studierte nach ihrer Schulzeit Germanistik, Altphilologie, Musikwissenschaft und evangelische Theologie an der Universität Würzburg und danach an der Universität München. Von 1985 bis 1990  war sie wissenschaftliche Mitarbeiterin im Fach Neues Testament an der Universität München. 2007 erhielt sie eine Anstellung als Hochschullehrerin in Münster. Gegenwärtig lehrt sie an der Westfälischen Wilhelms-Universität in Münster als Professorin für Bibelwissenschaften und Biblische Didaktik. Ihr Fachbereich ist das Neue Testament. Hoegen-Rohls ist mit dem evangelischen Theologen und emeritierten Hochschullehrer Jan Rohls verheiratet und hat einen Sohn.